# Cem Bölükbaşı
Cem Bölükbaşı (Estambul, Turquía, 9 de febrero de 1998), es un piloto de automovilismo y de simracing turco. En 2022 compitió en el Campeonato de Fórmula 2 de la FIA con Charouz Racing System. En 2023 disputa la Super Fórmula Japonesa.
Inició su carrera deportiva en vehículos reales en 2019, luego de ser piloto de carreras virtuales. En esta disciplina, compitió en las ediciones 2017 y 2018 de la Fórmula 1 eSports Series y fue piloto de G2 Esports entre otros equipos.

## Resumen de carrera
| Temporada | Categoría                               | Equipo                      | Carreras     | Victorias    | Poles        | VR           | Podios       | Puntos       | Pos.         |
| --------- | --------------------------------------- | --------------------------- | ------------ | ------------ | ------------ | ------------ | ------------ | ------------ | ------------ |
| 2019      | GT4 European Series - Pro-Am            | Borusan Otomotiv Motorsport | 4            | 0            | 0            | 0            | 1            | 26           | 17.º         |
| 2019      | Eurocopa de Fórmula Renault             | M2 Competition              | 2            | 0            | 0            | 0            | 0            | 0            | NC†          |
| 2020      | GT4 European Series - Pro-Am            | Borusan Otomotiv Motorsport | 12           | 2            | 2            | 3            | 7            | 192          | 2.º          |
| 2021      | Eurofórmula Open                        | Van Amersfoort Racing       | 15           | 2            | 1            | 1            | 8            | 217          | 5.º          |
| 2021      | Campeonato Asiático de F3               | BlackArts Racing            | 15           | 0            | 0            | 0            | 0            | 61           | 9.º          |
| 2021      | GT4 European Series - Pro-Am            | Borusan Otomotiv Motorsport | 4            | 0            | 0            | 0            | 1            | 44           | 11.º         |
| 2021      | GT4 European Series - Am                | Borusan Otomotiv Motorsport | 2            | 2            | 1            | 1            | 2            | 51           | 11.º         |
| 2021      | GT4 European Series - Silver            | Borusan Otomotiv Motorsport | 4            | 0            | 0            | 0            | 1            | 30           | 15.º         |
| 2021      | European Le Mans Series - LMP3          | EuroInternational           | 1            | 0            | 0            | 0            | 1            | 18           | 18.º         |
| 2022      | Campeonato de Fórmula Regional Asiática | Evans GP                    | 3            | 0            | 0            | 0            | 0            | 0            | NC           |
| 2022      | Campeonato de Fórmula 2 de la FIA       | Charouz Racing System       | 16           | 0            | 0            | 0            | 0            | 0            | 24.º         |
| 2023      | Campeonato de Super Fórmula Japonesa    | TGM Grand Prix              | 9            | 0            | 0            | 0            | 0            | 5            | 18.º         |
| 2024      | European Le Mans Series - LMP2 Pro-Am   | DKR Engineering             | 6            | 0            | 0            | 0            | 0            | 38           | 8.º          |
| 2025      | European Le Mans Series - LMP2          | Nielsen Racing              | Disputándose | Disputándose | Disputándose | Disputándose | Disputándose | Disputándose | Disputándose |
| Fuente:   |                                         |                             |              |              |              |              |              |              |              |

## Resultados

### Eurofórmula Open
(Clave) (negrita indica pole position) (cursiva indica vuelta rápida puntuable)

| Año  | Escudería             | 1   | 1   | 1   | 2   | 2   | 2   | 3   | 3   | 3   | 4   | 4   | 4   | 5   | 5   | 5   | 6   | 6   | 6   | 7   | 7   | 7   | 8   | 8   | 8   | Pos. | Puntos |
| ---- | --------------------- | --- | --- | --- | --- | --- | --- | --- | --- | --- | --- | --- | --- | --- | --- | --- | --- | --- | --- | --- | --- | --- | --- | --- | --- | ---- | ------ |
| 2021 | Van Amersfoort Racing | POR | POR | POR | LEC | LEC | LEC | SPA | SPA | SPA | HUN | HUN | HUN | IMO | IMO | IMO | RBR | RBR | RBR | MNZ | MNZ | MNZ | CAT | CAT | CAT | 5.º  | 217    |
| 2021 | Van Amersfoort Racing |     |     |     |     |     |     |     |     |     | 1   | 3   | 7   | 3   | 4   | Ret | 4   | 2   | 6   | 3*  | 2*  | 2   | 1   | 4   | 4   | 5.º  | 217    |

### Campeonato de Fórmula 2 de la FIA
(Clave) (negrita indica pole position) (cursiva indica vuelta rápida puntuable)

| Año  | Escudería             | 1   | 1   | 2   | 2   | 3   | 3   | 4   | 4   | 5   | 5   | 6   | 6   | 7   | 7   | 8   | 8   | 9   | 9   | 10  | 10  | 11  | 11  | 12  | 12  | 13  | 13  | 14  | 14  | Pos. | Puntos | Ref.  |
| ---- | --------------------- | --- | --- | --- | --- | --- | --- | --- | --- | --- | --- | --- | --- | --- | --- | --- | --- | --- | --- | --- | --- | --- | --- | --- | --- | --- | --- | --- | --- | ---- | ------ | ----- |
| 2022 | Charouz Racing System | SAK | SAK | YED | YED | IMO | IMO | BAR | BAR | MON | MON | BAK | BAK | SIL | SIL | SPI | SPI | LEC | LEC | BUD | BUD | SPA | SPA | ZAN | ZAN | MNZ | MNZ | YMC | YMC | 24.º | 0      | [ 4 ] |
| 2022 | Charouz Racing System | 14  | 15  | WD  | WD  |     |     | 18  | 20  | 12  | 11  | 18† | Ret | 19  | 18  | NC  | Ret | 15  | Ret | 16  | 13  |     |     |     |     |     |     |     |     | 24.º | 0      | [ 4 ] |

### Campeonato de Super Fórmula Japonesa
(Clave) (negrita indica pole position) (cursiva indica vuelta rápida)

| Año  | Escudería      | 1    | 1    | 2    | 3   | 4   | 5    | 6   | 7    | 7    | Pos. | Puntos | Ref.  |
| ---- | -------------- | ---- | ---- | ---- | --- | --- | ---- | --- | ---- | ---- | ---- | ------ | ----- |
| 2023 | TGM Grand Prix | FUJ1 | FUJ1 | SUZ1 | AUT | SUG | FUJ2 | MOT | SUZ2 | SUZ2 | 18.º | 5      | [ 5 ] |
| 2023 | TGM Grand Prix | 8    | 17   | 9    | 15  | 17  | 18   | 11  | 20   | 15   | 18.º | 5      | [ 5 ] |